# Club Thyrsense
O Clube Thyrsense, criado a 28 de janeiro de 1880, é uma colectividade social, cultural e recreativa em Santo Tirso, Portugal. O club é um dos mais antigos do país e possui a sua sede própria na Rua Francisco Moreira.
O Club foi fundado por um conjunto de 66 personalidades de Santo Tirso, entre os quais se encontravam proprietários, negociantes, religiosos, políticos, estrangeiros e futuros titulares.

## História
A criação desta instituição começou em 1872, com a fundação da Assembleia Recreativa e Filarmónica. O seu principal objectivo era a música e teve por fundadores uns engenheiros ingleses, que, estando empregados no «Caminho de Ferro de Bougado a Guimarães» viviam em Santo Tirso, que teve pouca duração, terminando em 1874. Com o intuito de continuar está associação, Caetano Brandão, lançou as bases para a reorganização da nova Assembleia Tirsense e em 1880 são aprovados os estatutos do Club Thyrsense. A 23 de Dezembro de 1886, num domingo realizaram-se eleições no Club Thyrsense, em que o resultado atribuiu a Presidência da Direcção desta Associação ao Dr. Eduardo da Costa Macedo. A 23 de Junho de 1887, está lavrado em ata que o Presidente muito digno do Club Thyrsense, propôs aos seus colegas de direcção que se convidassem algumas pessoas competentes para realizar-se naquela casa uma série de conferências. Proposta que foi unanimemente aceite.
O Club Thyrsense teve uma vida social muito activa do último quartel do século XIX, até à década de 1950, pelo que veio a decair na segunda metade do século XX. Como se expressa nos estatutos da instituição de 1880, o Club Thyrsense tem como linhas mestras da sua orientação proporcionar aos associados realizações de carácter cultural e recreativo, tais como leitura, música, conferências, exposições, saraus, bailes, jogos lícitos e desportos. Fomentar o progresso moral e material do concelho, cooperando com a Câmara Municipal e pessoas colectivas de utilidade pública, em quaisquer iniciativas com aquele objectivo. Prestar o seu concurso a qualquer ideia nobre, e principalmente a obras de beneficência e atividades de natureza cultural na região. Tem ainda hoje um papel relevante em publicação de edições e livros relevantes para a região, como o livro "Santo Thyrso de Riba de Ave" de Alberto Pimentel, publicado pela primeira vez em 1902 pelo Clube Thyrsense.

## Sede
O club teve a sua primeira sede numa dependência da casa de Artur Morêda e no mesmo ano foi arrendado um prédio urbano, de Alfredo Correia Guimarães, e nele instalaram a sua agremiação. Poucos anos depois a direcção reinstalou a assembleia Thyrsense  no palacete dos Paradelinhas, da família Morais de Miranda, onde passou a se denominar Club Thyrsense. Vinte anos depois, em 1892, os associados compraram um terreno onde fosse edificada uma se própria. O sócio Conde de São Bento, ofereceu o donativo de dois contos e 500 mil réis a sede definitiva do palacete do Club Thyrsense.
A construção do actual edifício do social Club Thrysense foi concluída já depois do falecimento (em Março de 1893) do benfeitor Conde de São Bento, e como gratidão dos sócios, foi encomendado um retrato do Conde de São Bento para a Biblioteca do club.

## Fundadores
Albino José da Cunha,
Alváro Albano Ferreira da Costa Araújo,
António Augusto Ribeiro de Andrade,
António Augusto Soares Rodrigues Ferreira,
António Caetano Correia do Amaral,
António Carneiro de Oliveira Pacheco,
António Dias da Costa Barbosa,
António Ferreira da Silva Araújo,
António Francisco Ruas,
António Joaquim de Campos Miranda,
António Joaquim Ribeiro Guimarães,
António José da Silva,
António José de Sousa Azevedo,
António José de Sousa Lobo,
António Marques Coelho,
Augusto Adriano de Sousa Azevedo,
Bernardino Alves Barbosa Santarém,
Bernardo Ferreira da Costa Araújo,
Caetano António Preto Pacheco,
Caetano Pereira do Couto Brandão,
Custódio Gil dos Reis Carneiro,
Daniel Augusto de Sousa Monteiro,
Edmund Taylor Mayne,
Felix Alberto de Sá Araújo,
Francisco Alves Moreira,
Francisco Correia de Freitas Silva Carvalho,
Francisco José Teles da Cunha,
Francisco Manuel da Fonseca e Castro,
Francisco de Meireles Leite Pereira de Abreu e Sousa,
Francisco Sousa Trepa,
Guilherme da Costa Leite,
Honoré Vavasseur,
João António Pinto Guimarães,
João Augusto de Sousa,
João Evangelista Machado da Cunha Faria e Almeida,
João Ferreira Guimarães,
João Inácio Guerreiro,
João Joaquim da Cunha,
João Joaquim de Sousa Teixeira,
João Martins Barbosa,
João Torcato Martins Ribeiro,
Joaquim Anacleto da Silva Pedrosa,
Joaquim António de Sousa Azevedo,
Joaquim Augusto da Fonseca Pedrosa,
Joaquim José Ferreira da Cunha Guimarães,
Joaquim Maria de Andrade,
Joaquim Pereira de Castro,
Joaquim Tomás Pinheiro,
José Carlos de Sá Teixeira,
José António Dias Quintas,
José Ferreira de Matos Carneiro,
José Joaquim Machado da Cunha Faria e Almeida,
José Joaquim de Sousa Pereira,
José Maria Carneiro de Varziela,
José Maria de Sousa Rodrigues,
José Pinto Soares da Silva Passos,
José de Sousa Leal Flores,
Luis de Sousa Trepa,
Manuel Alves de Araújo Fontela,
Manuel José Correia,
Manuel José Martins de Araújo,
Manuel José Martins Pinto,
Manuel José Ribeiro,
Miguel Batista Pinto de Andrade,
Miguel de Freitas e Vasconcelos,
Ricardo Pereira da Rocha.

## Ligações Externas
- Santo Tirso Online - Portal Online de Santo Tirso
- Santo Tirso de Riba d'Ave
- A VIDA EM SANTO TIRSO NOS ANOS QUE ANTECEDERAM A REPÚBLICA